# Tournoi d'Agadir
 (février 2025).
Le Tournoi d'Agadir est une compétition de judo organisée à partir de 2018 à Agadir (Maroc) par l'Union africaine de judo. Ce tournoi est alors un événement majeur dans le calendrier international du fait de son label « Grand Prix ».

## Palmarès masculin
| Grand Prix | Grand Prix              | Grand Prix    | Grand Prix    | Grand Prix     | Grand Prix         | Grand Prix     | Grand Prix    |
| Année      | -60 kg                  | -66 kg        | -73 kg        | -81 kg         | -90 kg             | -100 kg        | +100 kg       |
| ---------- | ----------------------- | ------------- | ------------- | -------------- | ------------------ | -------------- | ------------- |
| 2018       | Gusman Kyrgyzbayev (en) | Adrian Gomboc | Bilal Ciloglu | Vedat Albayrak | Khusen Khalmurzaev | Kirill Denisov | Johannes Frey |

## Palmarès féminin
| Grand Prix | Grand Prix    | Grand Prix      | Grand Prix        | Grand Prix    | Grand Prix   | Grand Prix  | Grand Prix          |
| Année      | -48 kg        | -52 kg          | -57 kg            | -63 kg        | -70 kg       | -78 kg      | +78 kg              |
| ---------- | ------------- | --------------- | ----------------- | ------------- | ------------ | ----------- | ------------------- |
| 2018       | Irina Dolgova | Evelyne Tschopp | Timna Nelson Levy | Andreja Leški | Assmaa Niang | Maike Ziech | Yelyzaveta Kalanina |